# Arengo
Arengo — w Republice Weneckiej zgromadzenie ogółu dorosłych obywateli republiki, które dokonywało wyboru doży. Arengo do XII wieku było organem stanowiącym prawo w republice. Rozrost ludności republiki doprowadził do ograniczenia kompetencji zgromadzenia do wyboru doży i decyzji o wojnie.